# Rudolf Riedl
Rudolf Riedl (7. června 1907 – 4. prosince 1994) byl rakouský rychlobruslař.
V roce 1928 debutoval na Mistrovství světa a zúčastnil se také Zimních olympijských her (500 m – 24. místo, 1500 m – 22. místo, 5000 m – 26. místo, 10 000 m – v průběhu jízd byl závod zrušen kvůli oblevě). Na Mistrovství Evropy skončil na šesté příčce, stejné umístění vybojoval na MS 1931. V letech 1929, 1931 a 1932 zvítězil na rakouském šampionátu. Největšího mezinárodního úspěchu dosáhl na Mistrovství Evropy 1932, kde získal bronzovou medaili. Poslední start absolvoval v roce 1935, nicméně ještě v roce 1940 se zúčastnil tří závodů v Berlíně.